# Майдан (Ковельский район)
Майдан (укр. Майдан) — село в Голобской поселковой общине Ковельского района Волынской области Украины.
Код КОАТУУ — 0722184201. Население по переписи 2001 года составляет 192 человека. Почтовый индекс — 45093. Телефонный код — 3352. Занимает площадь 0,015 км².